# Walentin Turczin
Walentin Fiodorowicz Turczin  (ros. Валентин Фёдорович Турчинur. 14 lutego 1931 w Podolsku, ZSRR, zm. 7 kwietnia 2010 w Oakland) – radziecki dysydent, cybernetyk, informatyk, matematyk, fizyk.

## Życiorys
W 1957 r. ukończył fizykę teoretyczną na Uniwersytecie Moskiewskim.
Autor wydanej w samizdacie Inercyja stracha. Socyalizm i totalitarizm. W 1970 r. razem z Andriejem Sacharowem i Rojem Miedwiediewem napisał list otwarty do przywódców ZSRR o konieczności liberalizacji systemu sowieckiego. Jeden z twórców (i kierujący) radzieckiego oddziału Amnesty International. 30 października 1974 r. jako obserwator Amnesty International uczestniczył w konferencji prasowej z okazji Dnia Radzieckich Więźniów Politycznych.
W 1977 został zmuszony do opuszczenia ZSRR. Wyemigrował do USA.
W 1989 r. założył (razem z C. Joslynem) organizację Principia Cybernetica Project.
Ojciec rosyjsko-amerykańskiego naukowca Petera Turchina.